# Bodied
Bodied è un film del 2017 diretto da Joseph Kahn, scritto da Kahn e Kid Twist e prodotto da Eminem, il suo manager Paul Rosenberg e Adi Shankar.
Interpretato da Calum Worthy, la pellicola, segue Adam, uno studente laureato che diventa un rapper competitivo dopo essersi immerso nella scena mentre lavorava alla sua tesi di laurea sull'argomento.
Il film è stato presentato in anteprima al Toronto International Film Festival 2017, dove ha vinto il Premio Midnight Madness.
È stato invece distribuito su YouTube Premium il 2 novembre 2018, venendo accolto in maniera positiva dalla critica.

## Trama
Adam Merkin, uno studente laureato bianco, residente a Berkeley, sta scrivendo una tesi sull'uso della parola "nigga" nelle battaglie rap. Per la ricerca, frequenta una battaglia freestyle, tra i rapper X-Tract e Behn Grymm, insieme alla sua ragazza di nome Maya. La ragazza è offesa dal sessismo che percepisce nei testi usati durante la battaglia. Adam tenta di intervistare Grymm e si prende gioco della sua retorica. Nel parcheggio fuori dall'evento, Grymm viene chiamato dal giovane rapper bianco Billy Pistolz, ma Adam interviene e consegna un versetto freestyle che accusa Pistolz di appropriazione culturale. Un Grymm impressionato accetta di parlare ulteriormente con Adam.
Adam viene contattato da Donnie Narco, che gli offre un posto in una battaglia per i nuovi arrivati contro il rapper coreano Prospek e lui accetta. In battaglia, Adam tenta di eseguire battute, ma non ottiene la reazione che sperava; successivamente ricade sulle battute asiatiche, che conquistano la folla e facendogli vincere la battaglia. Adam incontra anche i rapper Che Corleone, Devine Write e Megaton, noto per la sua personalità aggressiva.
Ad un ristorante vegano, Adam cerca di convincere Maya che va bene per lui continuare a partecipare alle battaglie, finendo per insultare la ragazza e una cameriera. Maya in seguito lascia Adam dopo che i suoi amici rapper la offendono. Dopo un evento in cui Adam, Che, Devine e Grymm vincono tutte le loro battaglie, partecipano ad una festa in casa ospitata da Megaton, dove Che ha rapporti sessuali con la fidanzata di Megaton, la pornostar Bella Backwoods. Successivamente un Megaton infuriato sfida Che in una battaglia.
Adam cerca di stare con Grymm, che rivela la sua vera natura: è un designer di videogiochi con una moglie e un bambino con fibrosi cistica. Dichiara di non rivelarli perché non vuole che la gente usi insulti personali contro di lui e, in quanto tale, non usa mai personalmente gli insulti personali. Grymm permette ad Adam di rimanere a casa sua, ma sua moglie insulta Adam per l'appropriazione della cultura nera e si rifiuta di lasciarlo rimanere. Adam viene contattato da un altro promoter, offrendogli la possibilità di battere Grymm per $5,000 nello stesso evento della battaglia tra Megaton e Che, ma lui rifiuta, affermando che le battaglie rap gli hanno rovinato la vita. Un video della battaglia di Adam contro Prospek, facendolo ritrovare contro il corpo studentesco di Berkeley e rafforzando ulteriormente l'odio di Maya nei suoi confronti. Suo padre lo rinnega e il decano della scuola sospende la sua borsa di studio. Lasciato senza altra scelta, Adam chiama il promotore e accetta la battaglia.
All'evento, Adam e Grymm si affrontano. Adam tradisce il suo amico per vincere rivelando alla folla che Grymm è un game designer, insultando sua moglie e prendendo in giro la fibrosi cistica della figlia di Grymm. Mentre è infuriato durante il combattimento, Adam si arrabbia con altri due rapper che stanno parlando durante il combattimento, e lui e Grymm eseguono una estemporanea battaglia a squadre contro di loro. In seguito, Grymm informa Adam che non sono più amici e che sta rinunciando al rap per stare con la sua famiglia. Adam tenta di chiamare Maya e chiedergli di sposarlo, ma lei si rifiuta di parlargli.

Invece, la battaglia tra Megatron e Che continua, mettendo in mezzo anche la ragazza di Megatron. Successivamente, Megaton inizia a insultare la folla, sfidando chiunque a batterlo. Adam, rimasto senza nient'altro, entra nel ring e inizia una rissa verso Megatron, che lo colpisce in faccia. Impassibile Adam si rimette in piedi e quest'ultimo concede la battaglia ad un Adam trionfante. In seguito, Adam, che ora sta dormendo su una panchina del campus di Berkeley, guarda un video sul suo telefono, decidendo il suo nome da rapper, ma il film si chiude prima che possa dire il nome.

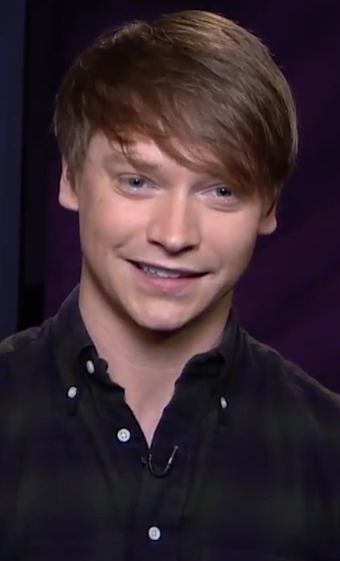
Calum Worthy interpreta Adam Merkin
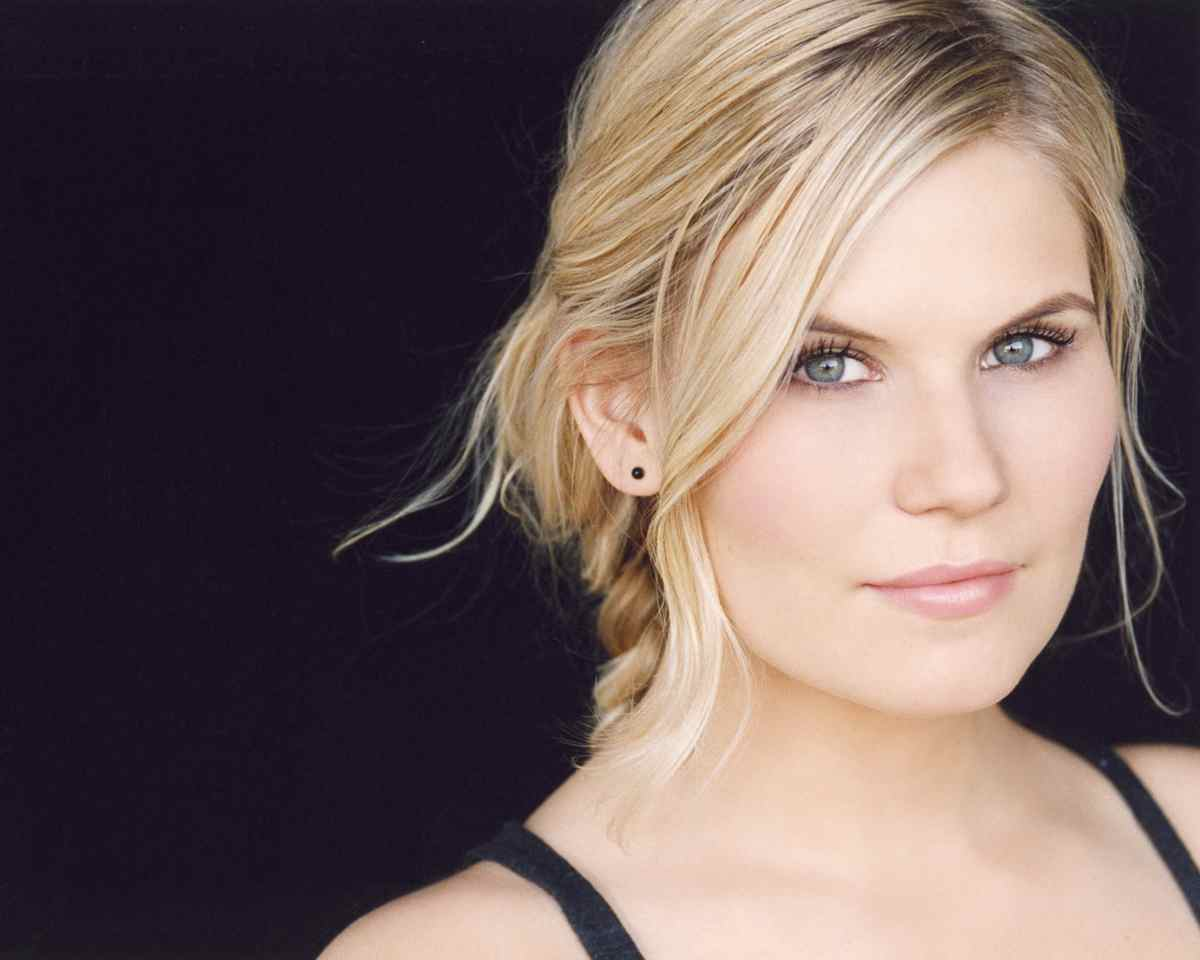
Rory Uphold interpreta Maya
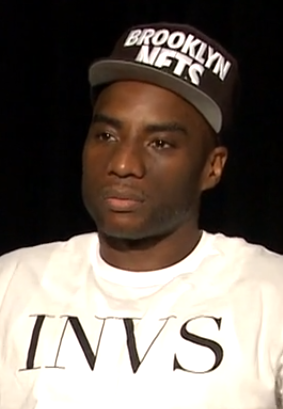
Charlamagne tha God interpreta Hunnid Gramz
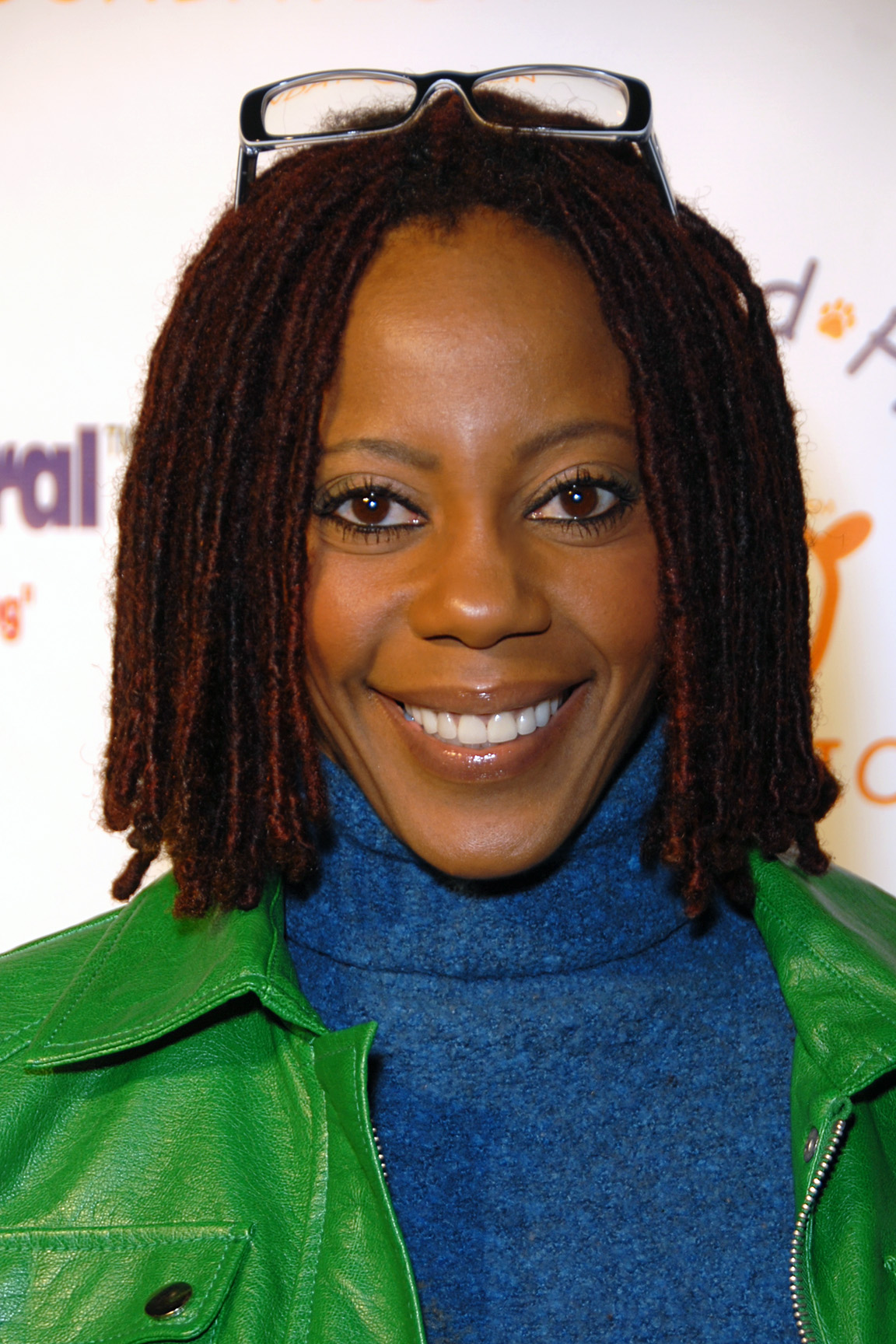
Debra Wilson interpreta Dean Hampton
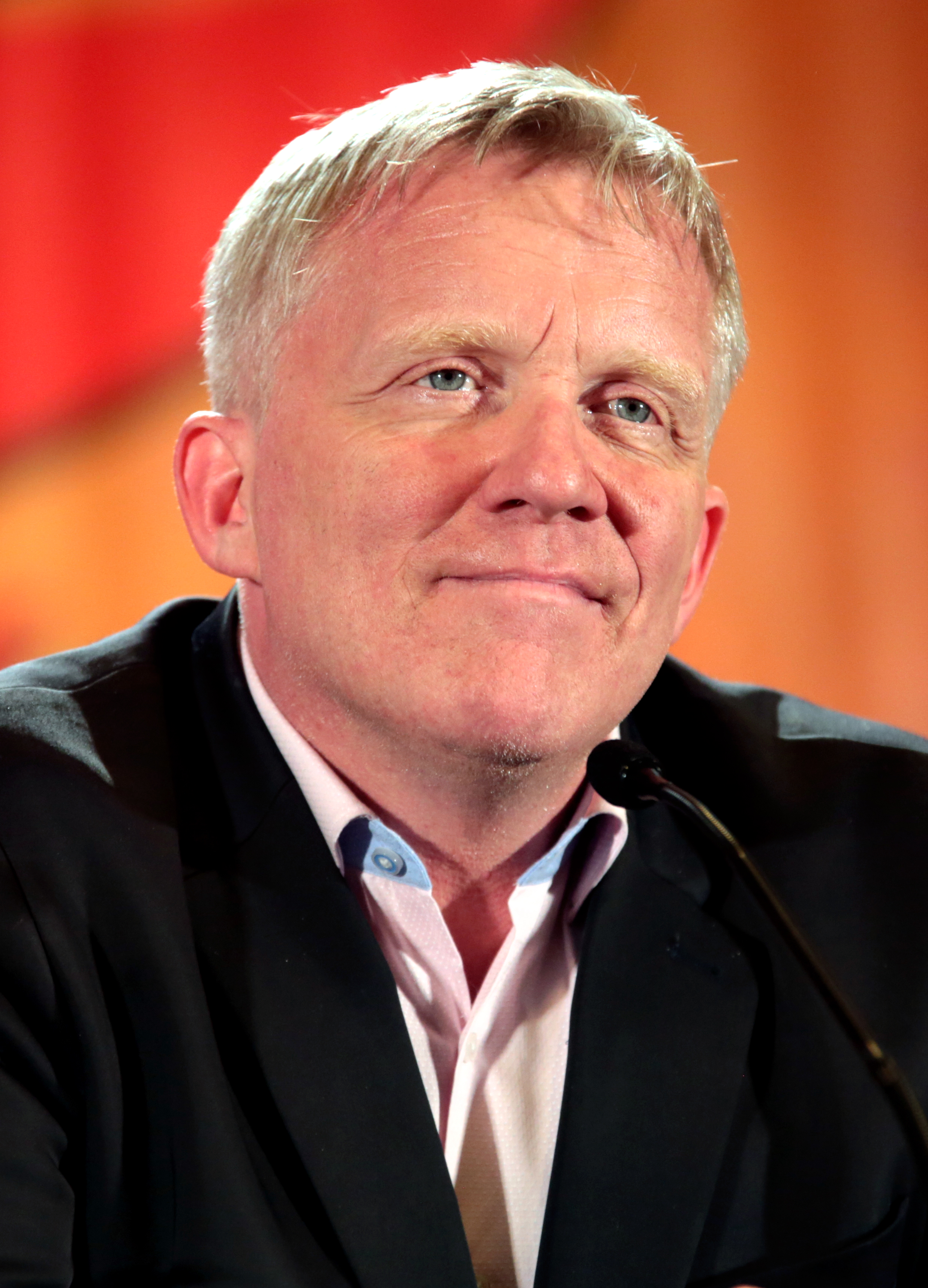
Anthony Michael Hall interpreta il Professore Merkin
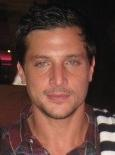
Simon Rex interpreta Donnie Narco
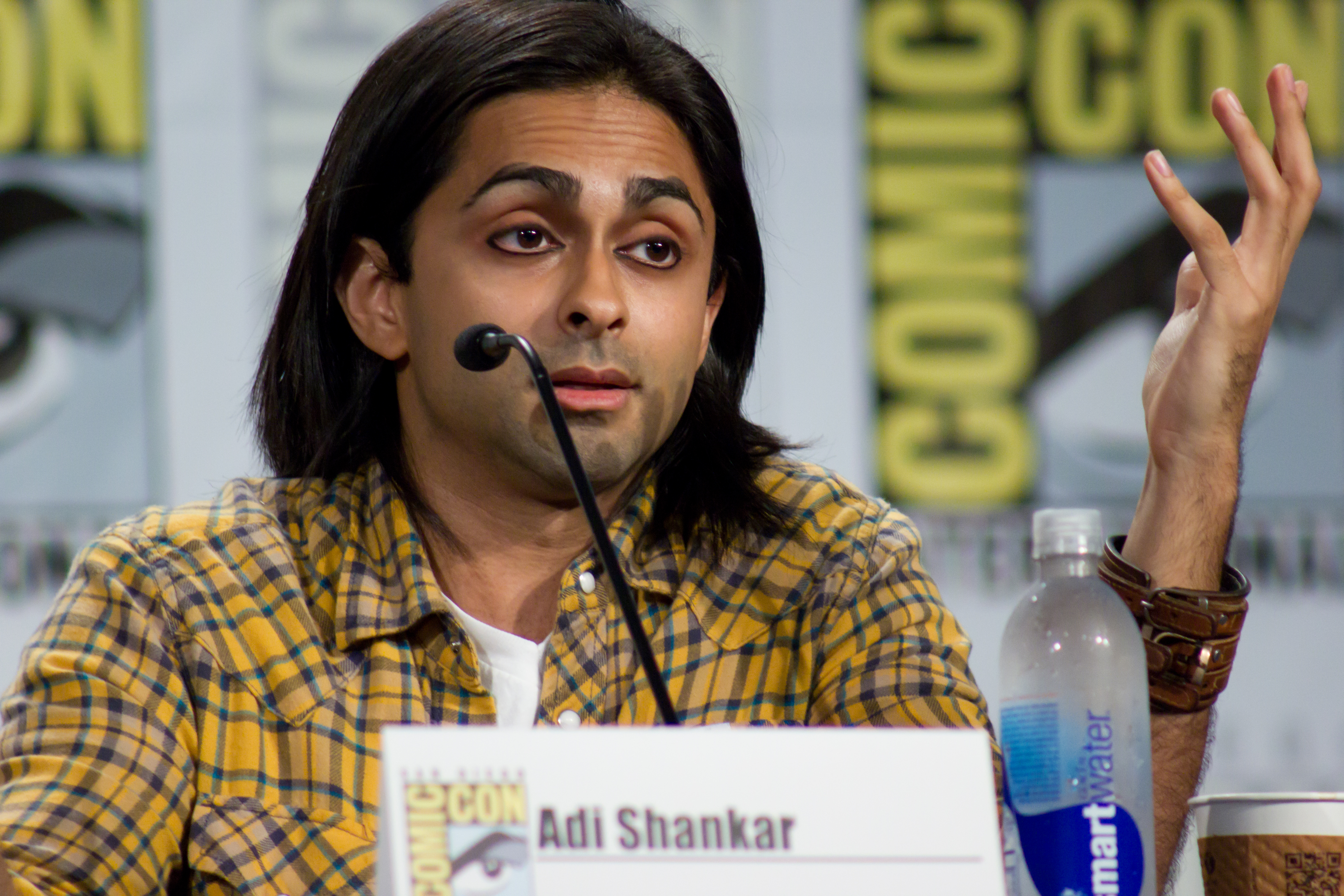
Adi Shankar interpreta la Guardia di sicurezza del campus
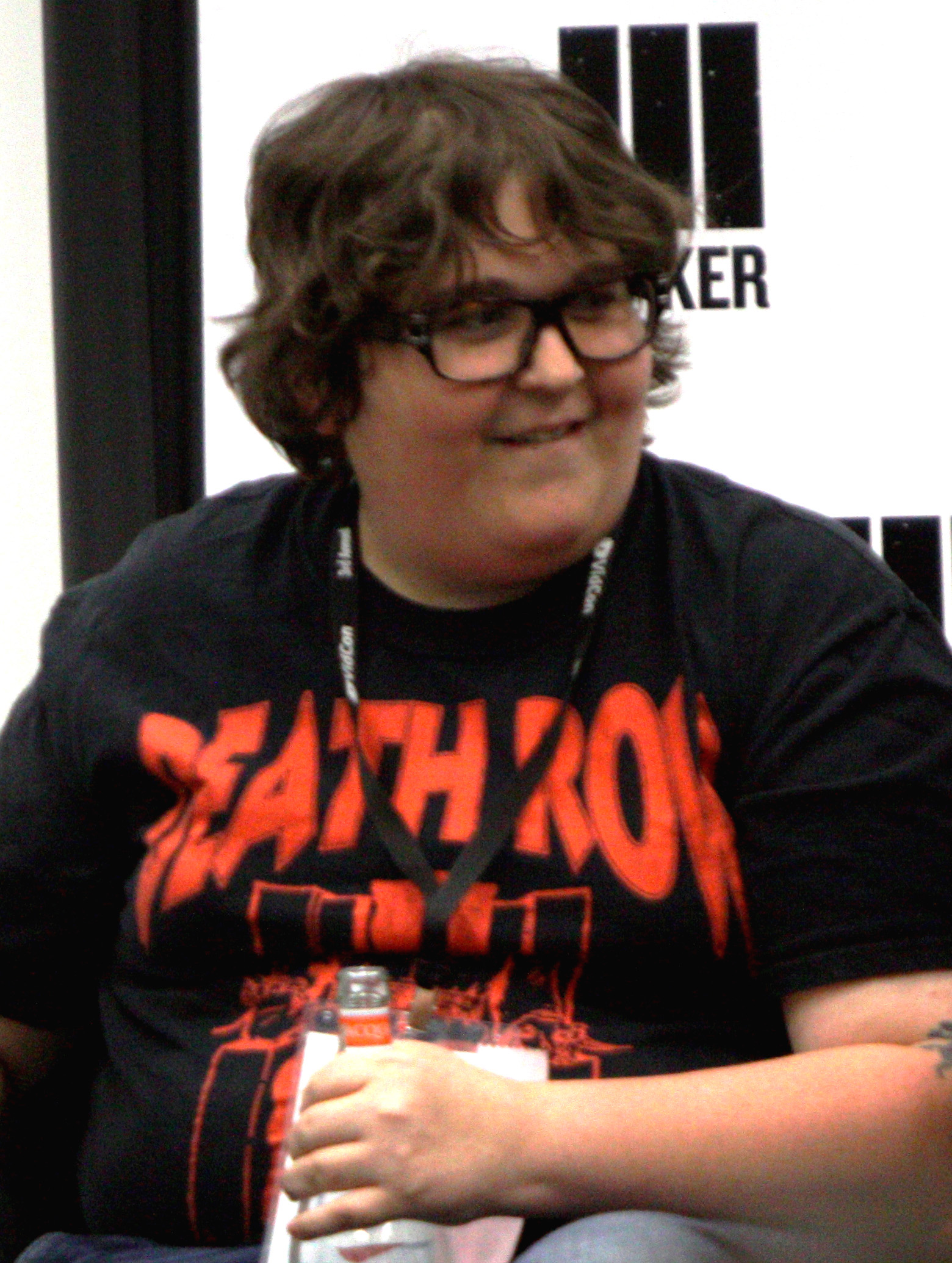
Andy Milonakis interpreta Freddie Hustle

## Produzione
Il film include anche apparizioni di alcuni rapper tra cui The Saurus, Illmaculate, Nocando, Arsonal, Conceited, Rone, Philly Swain, Head ICE, Iron Solomon, Lush One, Poison Pen, Troy "Smack White" Mitchell, Norbes, Pat Stay, Organik, Aktive, Dre Vishiss, la leggenda del poker Daniel Negreanu e gli attori Yoshio Iizuka, Sloane Avery, Becky Wu.

## Accoglienza

### Critica
Il film è stata accolto positivamente dalla critica. Sull'aggregatore di recensioni Rotten Tomatoes ha un indice di gradimento dell'88% con un voto medio di 7,4 su 10, basato su 67 recensioni. Il commento consensuale del sito recita: "Con i suoi temi spinosi e l'umorismo aggressivo, Bodied osa offendere e giustifica il suo approccio con una commedia sovversiva che edifica mentre intrattiene". Su Metacritic, invece ha un punteggio di 75 su 100, basato su 22 recensioni.

## Riconoscimenti
- 2017 - Toronto International Film Festival[7]
  - Premio Midnight Madness a Joseph Kahn
- 2017 - Indiewire Critics' Poll[8]
  - Best Undistributed Film
- 2017 - Austin Fantastic Fest[9]
  - Miglior film a Joseph Kahn
- 2017 - AFI Fest[10]
  - American Independents a Joseph Kahn
- 2018 - Palm Springs International Film Festival[11]
  - Directors to Watch a Joseph Kahn
- 2018 - Portland International Film Festival[12]
  - Candidatura per il Best of PIFF After Dark Sidebar a Joseph Kahn